# Thamnornis chloropetoides
El zarzalero kiritika (Thamnornis chloropetoides) es una especie de ave paseriforme de la familia Bernieridae endémica de Madagascar. Es la única especie del género Thamnornis.

## Distribución y hábitat
Se encuentra únicamente en el suroeste de la isla de Madagascar. Su hábitat son los bosques subtropicales secos y las zonas de matorral.